# Episodi di CSI: Miami (nona stagione)
La nona stagione della serie televisiva CSI: Miami, composta da 22 episodi, è stata trasmessa sul canale statunitense CBS dal 3 ottobre 2010 all'8 maggio 2011.
In Italia la nona stagione è stata trasmessa dal 19 settembre al 28 novembre 2011 su Italia 1.
| nº | Titolo originale   | Titolo italiano                     | Prima TV USA     | Prima TV Italia   |
| -- | ------------------ | ----------------------------------- | ---------------- | ----------------- |
| 1  | Fallen (Part Two)  | Tutti giù per terra (seconda parte) | 3 ottobre 2010   | 19 settembre 2011 |
| 2  | Sudden Death       | Morte senza preavviso               | 10 ottobre 2010  | 19 settembre 2011 |
| 3  | See No Evil        | Il male è invisibile                | 17 ottobre 2010  | 26 settembre 2011 |
| 4  | Manhunt            | Caccia all'uomo                     | 24 ottobre 2010  | 26 settembre 2011 |
| 5  | Sleepless in Miami | Il sogno che uccide                 | 31 ottobre 2010  | 3 ottobre 2011    |
| 6  | Reality Kills      | Reality col morto                   | 14 novembre 2010 | 3 ottobre 2011    |
| 7  | On the Hook        | In trappola                         | 21 novembre 2010 | 10 ottobre 2011   |
| 8  | Happy Birthday     | Buon compleanno                     | 5 dicembre 2010  | 10 ottobre 2011   |
| 9  | Blood Sugar        | Zucchero e sangue                   | 12 dicembre 2010 | 17 ottobre 2011   |
| 10 | Match Made in Hell | Incontro all'inferno                | 2 gennaio 2011   | 17 ottobre 2011   |
| 11 | F-T-F              | Faccia a faccia                     | 9 gennaio 2011   | 24 ottobre 2011   |
| 12 | Wheels Up          | Morte sui pattini                   | 16 gennaio 2011  | 24 ottobre 2011   |
| 13 | Last Stand         | Ultima fermata                      | 20 febbraio 2011 | 31 ottobre 2011   |
| 14 | Stoned Cold        | Lapidata                            | 27 febbraio 2011 | 31 ottobre 2011   |
| 15 | Blood Lust         | Sete di sangue                      | 6 marzo 2011     | 7 novembre 2011   |
| 16 | Hunting Ground     | Terreno di caccia                   | 13 marzo 2011    | 7 novembre 2011   |
| 17 | Special Delivery   | Consegna speciale                   | 20 marzo 2011    | 14 novembre 2011  |
| 18 | About Face         | Il sito dell'assassino              | 27 marzo 2011    | 14 novembre 2011  |
| 19 | Caged              | In gabbia                           | 10 aprile 2011   | 21 novembre 2011  |
| 20 | Paint It Black     | Il male dell'artista                | 17 aprile 2011   | 21 novembre 2011  |
| 21 | G.O.               | Fine del gioco                      | 1º maggio 2011   | 28 novembre 2011  |
| 22 | Mayday (Part One)  | In fuga (prima parte)               | 8 maggio 2011    | 28 novembre 2011  |

## Tutti giù per terra
- Titolo originale: Fallen (Part Two)
- Diretto da: Sam Hill
- Scritto da: Tamara Jaron

### Trama
Il team perde Jesse Cardoza a causa dell'infiltrazione di Halon nell'aria condizionata. Horatio pensa che l'assassino abbia un complice. Boavista vuole parlare con Melissa Walls, ma questa la liquida velocemente. Quando Horatio va a parlare con lei scopre che la ragazza è in pericolo di vita, ma con l'aiuto di Delko le salvano la vita. Il fucile rinvenuto appartiene a un bidello della Dade University e si pensa sia lui il complice; esaminando il fucile scoprono che il proiettile era a salve; intanto l'assassino scappa con l'aiuto del complice. Jesse stava lavorando alla macchina fotografica dell'assassino e Walter scopre che l'assassino aveva una relazione con Melissa Walls; lei è dunque la vera complice. Horatio la convince a collaborare e incastrano l'assassino. L'ultima scena vede il team raggiungere Walter nel campo da basket dove egli giocava con Jesse, Horatio dedica il canestro all'amico scomparso.
- Special guest star: Eddie Cibrian
- Guest star: Christian Clemenson, Roger Bart, Kristen Hager, Channon Roe, Wes Ramsey, Christopher Redman, Alexandra Adi

## Morte senza preavviso
- Titolo originale: Sudden Death
- Diretto da: Matt Earl Beesley
- Scritto da: Corey Evett e Matt Partney

### Trama
Horatio sta indagando sull'omicidio di una giovane donna e la pista porta la squadra a controllare una serie di club molto in voga tra i ragazzi di Miami.
- Guest star: James Frain, Meta Golding, Nadine Velazquez, Zane Holtz, Glenn Fitzgerald, Peta Wilson, Amy Laughlin, Wes Ramsey, Christopher Redman

## Il male è invisibile
- Titolo originale: See No Evil
- Diretto da: Gina Lamar
- Scritto da: Krystal Houghton

### Trama
Una ragazza viene rapita, l'unico testimone è un uomo cieco.
- Guest star: Jonathan Keltz, John Allen Nelson, James Carpinello, John Sharian, Erika Eleniak, Kaili Thorne, Marcus Brown

## Caccia all'uomo
- Titolo originale: Manhunt
- Diretto da: Don Tardino
- Scritto da: Marc Dube

### Trama
La squadra sta indagando sulle motivazioni che hanno concesso il rilascio dell'assassino della moglie di Horatio e fermarlo prima che faccia altre vittime.
- Guest star: Robert LaSardo, Melonie Diaz, William Ragsdale, Annie Corley, Michele Nordin, Ian Bohen

## Il sogno che uccide
- Titolo originale: Sleepless in Miami
- Diretto da: Sam Hill
- Scritto da: Brian Davidson

### Trama
Un uomo testimonia di aver visto un omicidio prima che questo sia avvenuto e Natalia indaga per scoprire la verità.
- Guest star: Shawn Hatosy, Christian Clemenson, Beth Littleford, Merle Dandridge, Christopher Redman, Stephen Amell, Jordan Murphy

## Reality col morto
- Titolo originale: Reality Kills
- Diretto da: Marco Black
- Scritto da: Melissa Scrivner

### Trama
La scientifica si trova a dover indagare nel mondo dei reality a causa di un omicidio di un volto noto di uno show.
- Guest star: Vanessa Lengies, Christian Clemenson, Matthew Florida, Matt Gerald, Michael Carbonaro, Kristen Renton, Edwin Hodge, Lesley Fera, Marina Benedict

## In trappola
- Titolo originale: On the Hook
- Diretto da: Tim Story
- Scritto da: Scott Landy

### Trama
Il team deve capire perché un pescatore è diventato un bersaglio, cercando di non farlo uccidere.
- Guest star: Collins Pennine, Geoffrey Blake, Jaime Gomez, Lamont Thompson, Joseph Julian Soria

## Buon compleanno
- Titolo originale: Happy Birthday
- Diretto da: Sam Hill
- Scritto da: Barry O'Brien e Marc Dube

### Trama
Horatio deve trovare un malvivente e salvare una donna incinta nella speranza di capire chi l'ha messa in pericolo.
- Special guest star: Joanne Kelly
- Guest star: David Conrad, Jessica Collins, Lisa Marcos, Jason Manuel Olazabal, Dante Basco, Austin Butler

## Zucchero e sangue
- Titolo originale: Blood Sugar
- Diretto da: Rod Holcomb
- Scritto da: Gregory Bassenian

### Trama
Dopo l'esplosione avvenuta in una raffineria di zucchero, la squadra CSI scopre alcune informazioni riguardanti uno degli impiegati.
- Special guest star: Gregg Henry
- Guest star: Julie Mond, Christian Clemenson, Leela Savasta, Ramon Franco

## Incontro all'inferno
- Titolo originale: Match Made in Hell
- Diretto da: Eric Mirich
- Scritto da: Brett Mahoney

### Trama
Ryan viene mandato in missione sotto copertura per scoprire perché l'addetto di un popolare servizio di cuori solitari stia mentendo.
- Guest star: Amber Clayton, Christian Clemenson, Peter Wingfield, Julie Gonzalo, Julie Claire, Patrick Heusinger

## Faccia a faccia
- Titolo originale: F-T-F
- Diretto da: David Arquette
- Scritto da: Melissa Scrivner e K. David Bena

### Trama
Quando le prove sulla scena di un crimine sono ormai sparite, la squadra è costretta a ricreare l'omicidio sperando che questo li aiuti.
- Guest star: Karen Young, Christian Clemenson, Michael McGrady, Darby Stanchfield, Natalie Knepp, Skyler Day, Corey Eid, Scott Allen Rinker, Spencer Daniels, Darin Brooks, Richmond Arquette

## Morte sui pattini
- Titolo originale: Wheels Up
- Diretto da: Sam Hill
- Scritto da: Corey Evett e Matt Partney

### Trama
La squadra della scientifica di Miami cerca di scoprire quale possa essere stato il movente di un omicidio, verificatosi nel corso di una competizione di pattinaggio. Si scopre che la ragazza morta era stata uccisa inavvertitamente dalla sua amica che le aveva dato una gomitata con il paragomiti in acciaio a causa del fatto che l'amica l'aveva sempre messa all'ombra di lei nonostante l'avesse aiutata a trovare uno sfogo nello sport sui pattini ma la ragazza era stata anche vittima di violenza domestica da parte del suo fidanzato che la pestava a sangue e le ossa a causa delle botte subite erano molto debilitate e quindi il colpo della gomitata subita aveva rotto le ossa dall'interno uccidendo la ragazza. L'amica della ragazza mostra sincero rimorso in lacrime perché non era nelle sue intenzioni che avvenisse una cosa del genere dato che voleva darle solo un colpo non uccidere l'amica. Horatio mostrandosi comprensivo fa in modo che la ragazza abbia una pena minima mentre il fidanzato violento della ragazza uccisa viene arrestato da Horatio per violenza domestica e omicidio indiretto perché se lui non avesse malmenato la ragazza debilitando le sue ossa lei sarebbe rimasta viva. Quando l'uomo rifiuta di confessare e chiede il suo avvocato Horatio si rifiuta di fargli contattare l'avvocato e chiude la porta a chiave e oscura le persiane facendo capire al malvagio uomo cosa gli accadrà quando l'uomo realizza ciò implora pietà vanamente venendo pochi istanti dopo malmenato a sangue da Horatio che lo fa così confessare facendolo condannare all'ergastolo.
- Guest star: Christian Clemenson, Johanna Braddy, Lindsay Pulsipher, Matthew Currie Holmes, Todd Lowe, Wes Ramsey, Christopher Redman, Zoe Bell, Hayley Marie Norman, Scott Ferrall, Desiree Hall

## Ultima fermata
- Titolo originale: Last Stand
- Diretto da: Matt Earl Beesley
- Scritto da: Brian Davidson

### Trama
Memmo torna a Miami, portando il caos in città e sfidando Horatio in un'ultima partita.
- Guest star: Gloria Votsis, Christian Clemenson, Robert LaSardo, Jacob Vargas, David Fumero, Tommy Dewey, David Starzyk, Sophie Winkleman, Meagan Tandy, Noah Watts

## Lapidata
- Titolo originale: Stoned Cold
- Diretto da: Allison Liddi
- Scritto da: Tamara Jaron

### Trama
Il team indaga in un liceo dove una bulla è stato uccisa a sassate per scoprire chi delle sue vittime si è trasformato in carnefice. Si scopre che a uccidere la crudele ragazza erano stati i genitori di due dei ragazzi che volevano farla smettere di tormentare i loro figli. L'avevano sequestrata e le avevano fatto sentire con gli auricolari le registrazioni che il preside della scuola aveva dato loro per far sapere cosa avevano provato e invece di provare rimorso per le sue azioni la ragazza aveva continuato a insultare i loro figli definendoli dei falliti e degli sfigati e vedendola del tutto impenitente i genitori dei ragazzi l'avevano lapidata a morte ma solo per mettere fine alle crudeltà che aveva inflitto ai loro figli e per proteggerli da chi aveva fatto loro del male. Horatio seppur comprendendo ciò è costretto a farli arrestare facendo capire che farà in modo che venga data loro una pena minima perché vista la situazione avevano agito così solamente per proteggere i loro figli. Ryan rivela che anche lui da ragazzo era stato vittima di bullismo e che un giorno il bullo che lo tormentava gli provocò un incidente con la bici mandandolo non solo in ospedale ma gli distrusse anche il suo telescopio che usava per guardare le stelle. La squadra saputa la storia gli regala un telescopio facendo contento Ryan che però rivela che il bullo che lo tormentava è ora membro del congresso facendo capire che a volte purtroppo i prepotenti a causa dei loro agganci riescono a fare immeritatamente carriera.
- Guest star: Christian Clemenson, Erin Sanders, Eric Lange, Leven Rambin, Jean Louisa Kelly, Brett Delbuono, Susan Santiago, Wendy Benson, Wes Ramsey, Chris McGarry, Linsey Godfrey

## Sete di sangue
- Titolo originale: Blood Lust
- Diretto da: Gina Lamar
- Scritto da: Krystal Houghton Ziv

### Trama
Due donne, Michelle Baldwin, e Bridgette Walsh sono tenute prigioniere da un uomo in una casa pignorata e disabitata.
- Guest star: Alicia Witt, Christian Clemenson, Leven Rambin, Marcus Giamatti, Rodney Rowland, Jeff Branson, Alicia Lagano, Becky O'Donohue

## Terreno di caccia
- Titolo originale: Hunting Ground
- Diretto da: Adam Rodríguez
- Scritto da: Adam Rodriguez

### Trama
Horatio e la sua squadra indagano su una caccia all'uomo organizzata da un certo, Wesley Habeck, proprietario di un'armeria nelle Everglades. Grazie all'aiuto di un sopravvissuto Horatio scopre che si tratta di un traffico di clandestini illegali che vengono usati come prede di caccia umana per puro divertimento dei clienti. Horatio e la squadra arrestano i vari criminali e successivamente Horatio affronta Wesley minacciandolo con un fucile e di fargli fare la stessa fine delle sue vittime. Alla fine Horatio lo risparmia limitandosi a lasciare terrorizzato l'uomo che viene arrestato.
- Guest star: Jamie Hector, Christian Clemenson, Neil Hopkins, Eddie Jemison, Chelcie Ross, Christopher Redman, Oscar Torre, Omar Avila, Kevin E. West

## Consegna speciale
- Titolo originale: Special Delivery
- Diretto da: Allison Liddi
- Scritto da: Michael McGrale

### Trama
Doug Govoli, corriere della World Send, viene trovato cadavere nel furgone delle consegne. Emerge che Doug corteggiava tutte le signore del quartiere che serviva.
- Guest star: Raymond Cruz, Christian Clemenson, Rafi Gavron, Anthony Starke, Christopher Redman, Josh Casaubon, Kevin Bigley, Matthew Jones, Alexandra Adi, Zac Badasci

## Il sito dell'assassino
- Titolo originale: About Face
- Diretto da: Sam Hill
- Scritto da: Corey Evett e Matt Partney

### Trama
La squadra di Horatio è sulle tracce di un assassino seriale, chiamato il "Killer del Baratto" che sceglie le sue vittime online nel sito web.
- Guest star: Kevin Corrigan, Christian Clemenson, Mark Pellegrino, Clea DuVall, Jonno Roberts, Leven Rambin, Brea Grant, Wes Ramsey

## In gabbia
- Titolo originale: Caged
- Diretto da: Larry Detwiler
- Scritto da: Tamara Jaron e K. David Bena

### Trama
Nel giorno in cui Logan Shepherd, astro nascente della MMA, si batterà per il titolo mondiale, incombe la minaccia della vendetta del suo ex partner e amico Dante Kroll, condannato a 20 anni per omicidio ed evaso da diverso tempo. Ma Horatio è convinto che Dante aspetterà il grande giorno per avere la sua vendetta e piazza i suoi agenti nell'arena dove avverrà l'incontro. Dante ha ucciso una guardia giurata e con la sua uniforme e il suo badge si aggira liberamente nell'arena.
- Guest star: Christopher Titus, Christian Clemenson, Franky G, Chad Michael Collins, Leven Rambin, Heather Mazur, Ramses Jimenez, Erin Cardillo, Rich Eisen

## Il male dell'artista
- Titolo originale: Paint It Black
- Diretto da: Gina Lamar
- Scritto da: Krystal Houghton Ziv e Melissa Scrivner

### Trama
La squadra di Horatio indaga sulla morte di una studentessa, Corinne Palmer, avvenuta nella SPA del Campus.
- Guest star: Kristina Apgar, Christian Clemenson, Beau Mirchoff, Josiah Early, Christopher Redman, Priscilla Garita, Jessica Heap, Gary Leroi Gray

## Fine del gioco
- Titolo originale: G.O.
- Diretto da: Matt Earl Beesley
- Scritto da: Brett Mahoney

### Trama
Neal Marshall, un contabile, viene coinvolto in un omicidio in un bar per single dove muore un giovane cliente, Braden.
- Special guest star: Melora Hardin
- Guest star: Joshua Malina, Christian Clemenson, Ian Kahn, Nicole Cannon, Moran Atias, Wes Ramsey

## In fuga (prima parte)
- Titolo originale: Mayday (Part One)
- Diretto da: Sam Hill
- Scritto da: Marc Dube e Barry O'Brien

### Trama
Jack Toller, un pericoloso serial killer, è stato catturato dopo anni di latitanza in Arizona e deve essere trasferito in un penitenziario a Miami, ma riesce a evadere.
- Guest star: Callum Keith Rennie, Christian Clemenson, Natasha Henstridge, Ethan Embry, Cassie Thomson, Haaz Sleiman, Richard Cox, Michael Dempsey, Adam J. Harrington